# 拉法葉鎮區 (新澤西州)
拉法葉鎮區（英語：Lafayette Township）是位於美國新澤西州蘇塞克斯縣的一個鎮區。

## 地方資料
拉法葉鎮區的面積為46.54平方千米，當中陸地面積為46.34平方千米，而水域面積為0.22平方千米。根據2020年美國人口普查的數據，當地共有人口2358人，而人口密度為每平方千米50.67人。